# Lạc Lâm
Lạc Lâm là một xã thuộc huyện Đơn Dương, tỉnh Lâm Đồng, Việt Nam.

## Địa lý
Xã Lạc Lâm có diện tích 21,33 km², dân số năm 2022 là 12.089 người, mật độ dân số đạt 566 người/km².
Tôn giáo: Hầu hết người dân ở xã theo đạo Công Giáo.

## Hành chính
Xã Lạc Lâm được chia thành 10 thôn: Hải Dương, Hải Hưng, Lạc Lâm Làng, Lạc Sơn, Lạc Thạnh, Ma Răng, Quỳnh Châu Đông, Tân Lập, Xuân Thượng, Yên Khê Hạ.